# Caixin
Caixin Media (财新传媒; pinyin: Cáixīn Chuánméi; lit. 'Nova Fortuna') és un grup de mitjans xinès amb seu a Pequín conegut pel periodisme empresarial i d'investigació.
La seva fundadora és Hu Shuli, antiga Knight Fellow en periodisme a la Universitat Stanford i doctora honoris causa de la Universitat de Princeton. Anteriorment, Hu va fundar la revista Caijing. Yang Daming actua com a editor adjunt i Wang Shuo és l'editor en cap. La part empresarial està encapçalada per Zhang Lihui com a president executiu.
La seu es troba a Sanlitun SOHO (三里屯SOHO) al districte de Chaoyang, Pequín. També hi ha oficines al districte de Xuhui, Shangai i Quarry Bay, Hong Kong.